# Place de la Cathédrale (Belley)
Pour les articles homonymes, voir Place de la Cathédrale.
La place de la Cathédrale est une place de Belley, en France sur laquelle se trouve la cathédrale Saint-Jean. Elle est également occupée par un parking.

## Présentation
Elle est classée au titre des monuments historiques en 1944.

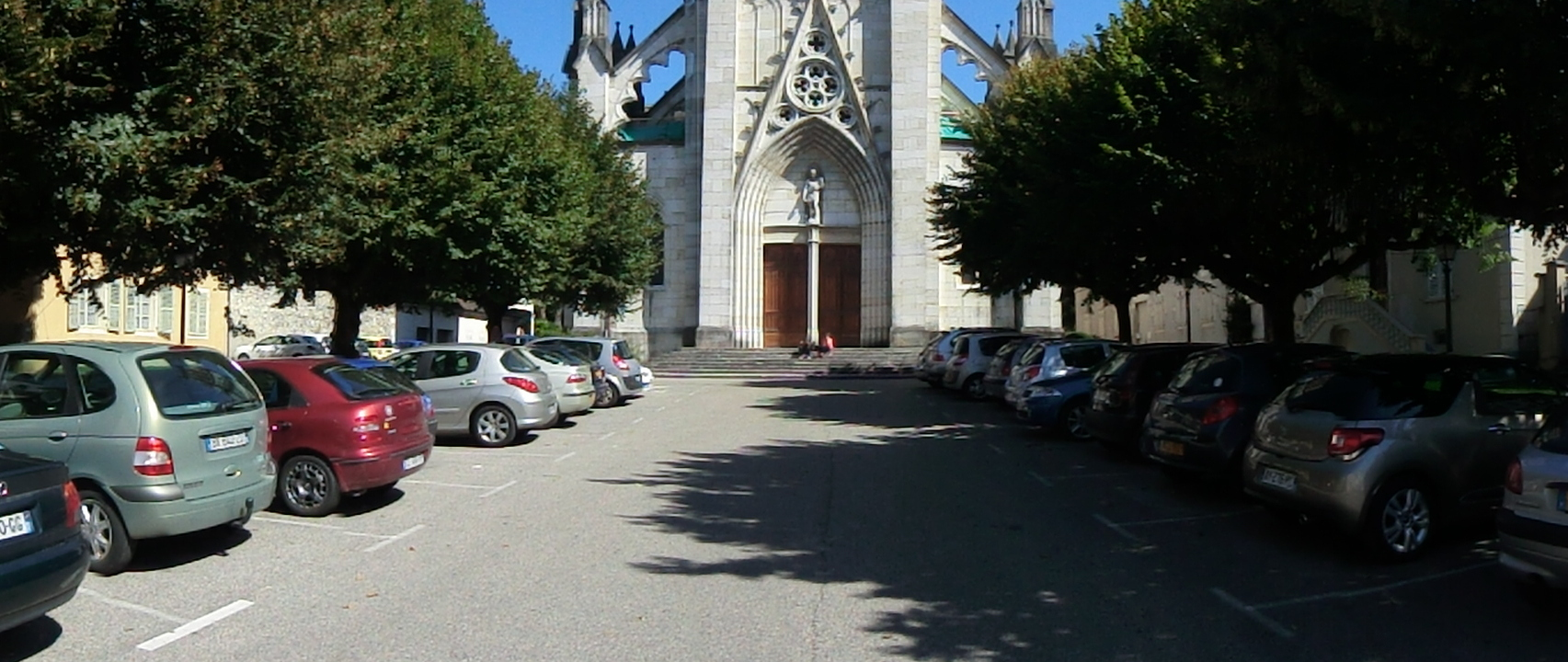
Vue de la place en 2013.